# Na całej połaci śnieg (singel Anny Marii Jopek)
Na całej połaci śnieg – piosenka z repertuaru Kabaretu Starszych Panów, pierwotnie wykonywana przez Kalinę Jędrusik w Wieczorze IV z 2 stycznia 1965 roku. Singel promocyjny Anny Marii Jopek z głosem Jeremiego Przybory, wydany w okresie okołobożonarodzeniowym 1999 roku. Singel należy do jednych z najczęściej prezentowanych w stacjach radiowych w okresie świątecznym i zimowym. Numer katalogowy Universal Music Polska 156 547 2.

## Lista utworów
1. Na całej połaci śnieg (+ Jeremi Przybora) 2:18 [muz. Jerzy Wasowski, słowa - Jeremi Przybora]
2. Lulajże Jezuniu 4:18
3. Bóg się rodzi 2:28

## Wykonawcy
- Anna Maria Jopek - wokal
- Jeremi Przybora - głos męski w utworze nr 1
- Marek Napiórkowski - gitara w utworze nr 3
- Paweł Betley - instrumentarium, aranżacje, produkcja muzyczna

## Inni
- Tomasz Broda - ilustracje singla
- Joanna Piasek - projekt graficzny